# 尼爾森·范奧登
尼爾森·卡斯珀·范奧登（英語：Nelson Kasper Van Alden），化名喬治·穆勒，是一名在HBO電視劇《酒私風雲》中的虛構角色，由米高·沙朗飾演。范奧登是一名受壓抑的虔誠清教徒和禁酒局的探員。雖然沙朗在電視劇的全5季中有份演出，但他聲稱只看過「一小點」該劇。

## 角色發展
尼爾森·范奧登被認為是整個電視劇中具有多個發展的少數角色之一，由執法人員惡化到變成罪犯。
在電視劇開始時，范奧登充當努基·湯普森（史提夫·布斯美 飾演）的主要對手，要將這個老大打倒。然而，在試圖對付禁酒令中最臭名昭著的私酒販之一的過程中，范奧登的不穩定脾氣和自我憎恨開始模糊他的道德。在第1季末，他殺死了他腐敗的搭檔探員Eric Sebso（Erik Wiener 飾演），並與努基·湯普森的情婦發生一夜情，違反了他的宗教價值觀。在第2季中，范奧登隱瞞在上一季的罪行但徒勞無功。在第2季末時，范奧登被發現是謀殺Sebso的主要嫌疑人，在第3季時他與他的女嬰和保姆Sigrid（克里斯汀·塞德爾 飾演）一起逃亡，並最終以喬治·穆勒（George Mueller）的化名定居芝加哥。到第4季結束時，范奧登變成狄恩·歐班寧（Arron Shiver 飾演）的伙伴/打手，而且最終成為艾爾·卡彭（史提芬·格拉漢姆 飾演）的手下，他仍然使用喬治·穆勒的名字以避免他們發現他是前任探員。
在最後一季中，范奧登在他第二次失敗的婚姻期間（妻子是Sigrid）努力保持他生活的平衡。此後，范奧登與湯普森的弟弟Eli（希亞·溫漢 飾演）結為夥伴，而Eli知道范奧登的真實身份。卡彭幫派中的臥底探員Mike D'Angelo（路易斯·坎瑟米 飾演）認出范奧登，他和Eli都同意與D'Angelo合作，幫忙打敗卡彭。范奧登還了解到，Eli與Sigrid有染。Eli和范奧登最終回到卡彭的酒店偷竊賬簿，要證明卡彭逃稅，但是卡彭的哥哥雷夫·卡彭（多門尼克·隆巴多西 飾演）對他們的行為感到懷疑。卡彭兩兄弟與他們對質，D'Angelo也在場，不知道他進行臥底工作。范奧登的家庭生活日趨惡化，並在卡彭手中面臨死亡，在Eli和Malone震驚的情況下，他情緒失控並襲擊兩兄弟。憤怒中的范奧登在勒住卡彭時供出自己的真實身份，但在他成功勒死卡彭之前，Malone開槍殺死了范奧登，因為要確保他不會被暴露出聯邦探員的身份。然後，卡彭愚蠢地把賬簿委託給Malone。范奧登的死亡無意間導致卡彭因逃稅而入獄。

## 反響
尼爾森·范奧登經常被列為《酒私風雲》中粉絲最愛的角色。這個角色為沙朗獲得提名三項美國演員工會獎。

## 外部連結
- Agent Nelson Van Alden （页面存档备份，存于） character bio at HBO.com